# Hélène de Montgeroult
Hélène de Montgeroult, née Hélène Antoinette Marie de Nervo le 2 mars 1764 à Lyon et morte le 20 mai 1836 à Florence, est une compositrice et pianiste française, reconnue comme étant une des meilleures interprètes de piano-forte et improvisatrices de son temps.
Elle est considérée par son biographe Jérôme Dorival comme un pont entre classicisme et romantisme : elle « s'impose comme le chaînon manquant entre Mozart et Chopin ».

## Biographie

### Origines et fin de l'ancien régime
Hélène de Nervo est née le 2 mars 1764 à Lyon au sein d’une famille à la noblesse récente et non terrienne ; mais il y a des terres en Beaujolais (héritées de J.A. Rique, parrain d’Hélène), à Oingt et Theizé (château de Rochebonne). Son père Jean-Baptiste de Nervo a exercé plusieurs fonctions dans les instances judiciaires de Lyon et avait hérité ses titres de noblesse de 1er degré d’une charge de conseiller à la Cour des monnaies, sénéchaussées et présidial de la Cour de Lyon achetée par son propre père. Quant à la famille de sa mère, Anne Marie Sabine Mayeuvre de Champvieux, elle a des attaches terriennes sur les monts du Lyonnais (manoir de Champvieux à Saint-Germain-au-Mont-d'Or), celle-ci avait elle-même acquis ses titres de noblesse quelques années plus tôt par une charge échevinale. Sa maison natale est une belle maison de ville, rue de la Charité dans le centre de Lyon, qui a pris le nom de Hôtel de Nervo.

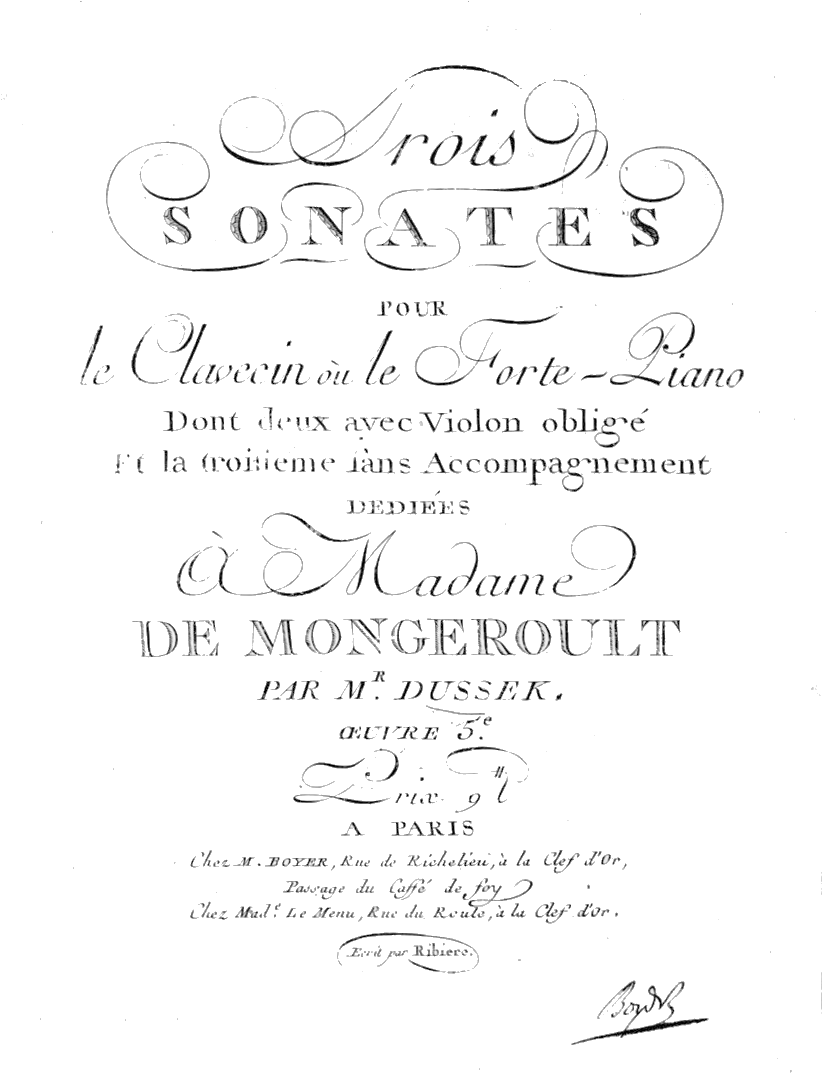
Page de titre des trois sonates opus 5 de Jan Ladislav Dussek, dédié à Hélène de Montgeroult, édité par Boyer en 1788.

Elle aurait passé une partie de ses jeunes années à Paris, ville de baptême de son frère, Christophe Olympe de Nervo, né en 1765, et y aurait suivi les leçons de grands maîtres du clavier y ayant séjourné dans les dernières décennies de l’Ancien Régime : Nicolas-Joseph Hüllmandel, Jan Ladislav Dussek et, de façon moins certaine, Muzio Clementi.
Son premier mariage l’a unie en 1784 au marquis André Marie Gautier de Montgeroult. Dans les dernières années de l’Ancien Régime, les talents pianistiques de la marquise se sont exprimés dans quelques salons parisiens réputés tels que ceux de Madame Vigée-Lebrun, de la famille de Rochechouart, ou de Madame de Stael et de Madame de Genlis. En novembre 1785, Hélène de Montgeroult rencontre le violoniste Giovanni Battista Viotti avec lequel elle entretient une amitié artistique. Elle aurait également donné quelques leçons de piano au jeune Johann Baptist Cramer à cette époque.

### Premières années de la Révolution française
Dans les premières années de la Révolution française, le marquis et la marquise fréquentent les cercles de révolutionnaires modérés, partisans de  l'instauration d'une monarchie constitutionnelle, ainsi que certaines figures politiques importantes de l'époque (notamment Bailly). Ils sont notamment vus à la société des amis de la Constitution dès sa création, puis au club des Feuillants.
Hélène de Montgeroult participe au programme musical du théâtre de Monsieur, puis du théâtre Feydeau dirigé par Viotti. En 1791, à la suite de la représentation d’une pièce « Les deux Nicodèmes dans la plaine de Jupiter » au théâtre de la rue Feydeau, la marquise s’est trouvée mêlée avec Viotti à une querelle opposant plusieurs journaux politiques et à l’occasion de laquelle la marquise sera qualifiée de « claveciniste dévergondée ».

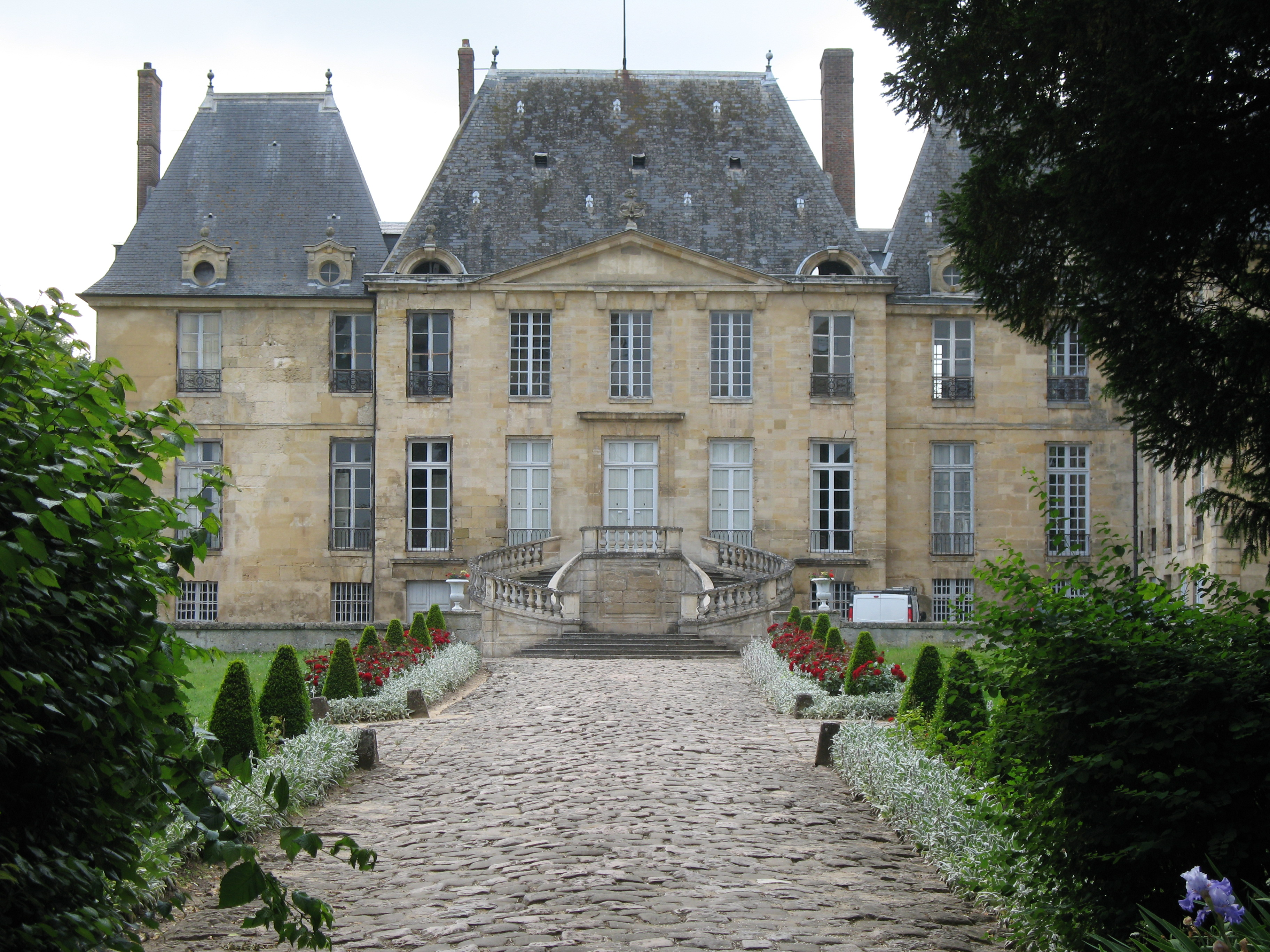
Le château de Montgeroult où réside Hélène de Montgeroult de 1784 à 1792.

Au cours de ces années, elle vécut au château de Montgeroult, dans plusieurs résidences de campagne à Montmorency et dans une maison rue du Faubourg-Saint-Honoré à Paris. Madame de Montgeroult quitte finalement la France pour Londres en juillet 1792 avec son mari et Hugues-Bernard Maret avant de revenir à Paris en décembre de la même année en raison des mesures ayant suivi l'adoption des lois de confiscation des biens des émigrés.

### Mission diplomatique Maret-Sémonville

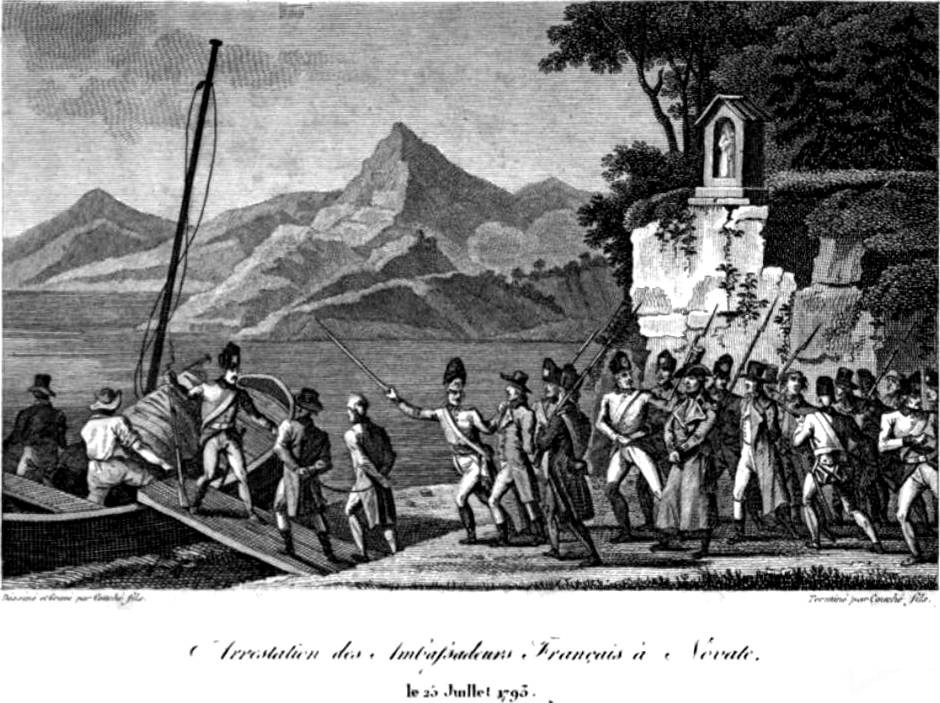
Arrestation des ambassadeurs Sémonville et Maret, le 25 juillet 1793 à Novate Mezzola. Mes larmes ne cessent pas, depuis le jour funeste de notre séparation. Je vois toujours M. de Montgeroult et M. Maret, les mains liées, enveloppés de fusils, entraînés… Ah Monsieur quel moment cruel ! Maret était calme, tranquille comme l'innocence. Vous n'ignorez peut-être pas qu'il est l'honneur, la droiture et la probité même.— Hélène de Montgeroult, lettre du 28 juillet 1793, au comte de Litta de Milan.

En juillet 1793, le marquis et la marquise accompagnent Maret, tout juste nommé ambassadeur à Naples, dans le voyage devant le conduire vers le lieu de sa nouvelle fonction. Ils sont rejoints en chemin par Charles-Louis Huguet de Sémonville lui-même nommé ambassadeur près la Porte ottomane, son épouse et leur escorte. En traversant le Piémont, ils sont arrêtés par les Autrichiens à Novate Mezzola. Les hommes de l'expédition (dont le marquis de Montgeroult) sont transportés de l'autre côté du lac de Mezzola, enfermés dix jours à la prison de Gravedona, puis retenus au palais des ducs de Mantoue. Le marquis, âgé de 57 ans, y meurt le 2 septembre 1793,.
Au cours de l'arrestation, femmes et enfants sont frappés à coups de crosses et tenus en joue. L'expédition ayant été pillée, Hélène de Montegroult, Madame de Sémonville et le reste des femmes et enfants de la mission sont laissés dans une situation de grande détresse. Elles parviennent à se mettre à l'abri à Vico Soprano d'où elles tâchent d'obtenir le soutien de leurs relations à Venise (François Noël), Gênes, Milan (le comte Alberto de Litta) et Florence. Leurs efforts sont vains car leurs missives sont saisies par le service vénitien de l’intercept et ne parviennent jamais à leurs destinataires.
La marquise finit par trouver protection auprès de François de Barthélémy, ministre de France à Baden où elle retrouve également Viotti. Elle y resta jusqu'au 23 octobre 1793.

### Sous la Terreur
Alors que la marquise et le marquis de Montgeroult sont retenus loin de France, une lettre de dénonciation décrivant leur comportement et listant certains de leurs biens est adressée le 1er août 1793 aux jacobins de Paris. Selon les termes du citoyen Arlain son auteur : « Tous ces gens là ne sont patriotes que quand ils ont peur ou besoin de la Nation ». Le 14 septembre, une perquisition est effectuée chez eux.
En avril 1794, un décret proscrit hors de Paris et des grandes villes certaines catégories de personnes dont les nobles et les étrangers. Cependant, le Comité de salut public adopta quelques milliers de réquisitions individuelles permettant à certains nobles jugés utiles à la République d'échapper à l'exil en province. Le registre des réquisitions accorde une place à la marquise de Montgeroult : « Citoyenne Gaultier-Montgeroult, artiste, dont le mari a été lâchement assassiné par les Autrichiens pour employer son talent aux fêtes patriotiques ». La marquise put donc rester à Paris.
Le récit d'une scène au cours de laquelle Hélène de Montgerout aurait sauvé sa tête de la guillotine en improvisant au piano-forte sur le thème de La Marseillaise devant le Tribunal révolutionnaire est apparu dans la deuxième moitié du XIXe siècle sous la plume d'Eugène Gautier (1873), et quatre autres sources, avec quelques variantes. L'absence apparente de références écrites antérieures de cet épisode de même que le silence des archives du tribunal révolutionnaire font douter certains spécialistes de la réalité de ce récit, après la parution du livre de J. Dorival, mais sa réalité n’a jamais été mise en doute, ni au XIXe ni au XXe siècle ; en revanche, Eugène Gautier l’a enjolivée.
Ce récit romancé a probablement comme source le corniste Louis François Dauprat, élève du Conservatoire sous la Révolution et proche d'Hélène de Montgeroult, qui aurait recueilli le témoignage de la musicienne elle-même. Dauprat rapporte brièvement l'épisode dans une lettre adressée en mars 1846 à Gabriel Lucas de Montigny, dont un large extrait a été publié en 1860.
Il semble que la marquise ait perdu beaucoup de sa fortune pendant ces années troublées. Cependant, l'argent produit par une série de concerts à succès qu'elle donne en Angleterre à cette époque lui aurait permis d'acquérir le château de la Salle situé dans le canton de Senonches en 1794.

### Mère et professeure
Le 11 février 1795, naît l'unique enfant de la marquise : Aimé Charles His, dit Horace His de La Salle (1795–1878). Son père, Charles-Antoine-Hyacinthe His (1769-1851), l'un des rédacteurs du Moniteur, reconnaît l'enfant par son mariage avec Hélène de Montgeroult le 1er juin 1797 (12 Prairial an V).
Le 3 août 1795 (16 thermidor an III), la Loi portant établissement d’un conservatoire de musique à Paris pour l’enseignement de cet art est promulguée et indique que l'institution recherche six professeurs de clavecin. Ayant été reçue au concours, Hélène de Montgeroult est nommée professeure de première classe chargée de la classe de piano hommes le 22 novembre 1795 par arrêté de nomination du 1er frimaire an IV. Il s'agit d'ailleurs à l'époque de la seule femme nommée professeure de première classe, catégorie d'artistes regroupant plusieurs instrumentistes célèbres de l'époque tels que Pierre Rode ou Pierre Gaviniès. Pour une telle fonction, le salaire annuel de la marquise, égal à celui de ses homologues masculins, est fixé à 2 500 francs. Marcel Vilcosqui présente cet engagement comme une énigme et en cherche les raisons dans « son appartenance à la franc-maçonnerie » (qui n’est pas avérée pour Montgeroult).
Après deux ans et demi d'enseignement au sein de l'illustre institution, Hélène de Montgeroult démissionna le 22 janvier 1798 (3 Pluviose an VI), officiellement pour raisons de santé, au grand regret des responsables du Conservatoire.

### Compositrice

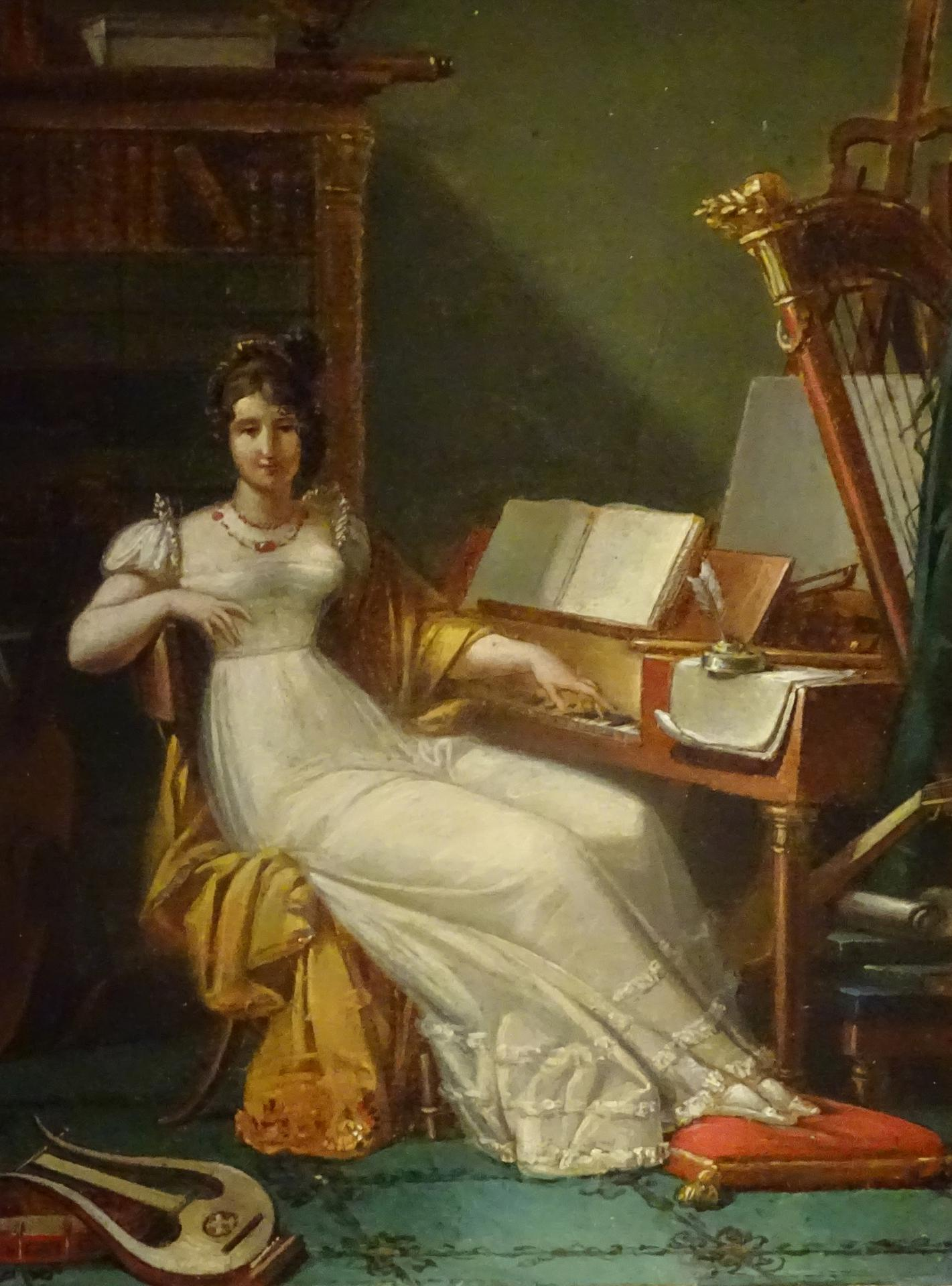
Portrait présumé d'Hélène de Montgeroult, peint par Louis-Philippe-Joseph Girod de Vienney, baron de Trémont (Musée des Beaux-Arts de Tours).

Dès 1795, la marquise publie ses Trois sonates op. 1.
Au cours des années du Consulat et l'Empire, Hélène poursuit la composition et la publication de son œuvre pour clavier. Elle publie en 1800 trois sonates pour piano opus 2 chez Troupenas à Paris, puis sa Pièce pour piano opus 3, le 25 août 1804. Les opus 4 et 5 de son œuvre, Trois fantaisies (perdues) et Trois sonates sont publiées entre 1804 et 1807. Cette dernière année est également celle de publication de ses 6 nocturnes opus 6. Enfin, le début des années 1810 voit l'achèvement de la conception et de la gravure de son Cours complet pour l'enseignement du fortepiano comprenant 114 études. Cet ouvrage eu un impact non négligeable sur de grands noms de la musique de la génération suivante, tels que Marmontel.
Outre la composition, la marquise continue de partager son art dans son Salon où elle réunit ses amis dans le cadre des « lundis de Mme de Montgeroult ». Ils sont l'occasion pour la marquise de réunir ses proches (tels que Maret, Prony ou Girodet) et de jouer de la musique avec des musiciens de son temps tels que Alexandre Boucher, Viotti, Baillot, Cherubini ou Kreutzer. Benjamin Constant put écouter le jeu d'Hélène au cours de la soirée du 5 juin 1814.
Au cours de cette période, Hélène de Montgeroult vit une passion amoureuse avec le baron Louis de Trémont rencontré en 1798.

### Sous la Restauration et la monarchie de Juillet
La marquise épousera le comte Édouard Dunod de Charnage, de 19 ans son cadet, le 19 janvier 1820. Cette année est également celle de la publication du Cours complet pour l'enseignement du fortepiano achevé plusieurs années auparavant. Ce cours complet est par ailleurs la dernière œuvre publiée par la compositrice qui continue cependant à faire vivre son salon musical dans lequel jouera Ignaz Moscheles vers 1820.
En 1826, la marquise est une nouvelle fois veuve à la suite de la mort accidentelle du comte. À cette époque, sa santé commence à décliner si bien qu'elle quitte Paris en 1834 pour s'installer avec son fils en Italie : d'abord à Padoue, puis à Pise, puis enfin à Florence. Elle y mourut le 20 mai 1836 et fut enterrée dans le cloître de la Basilique Santa-Croce.

## Œuvre

### Catalogue des œuvres publiées
Elle compose entre 1788 et 1812 des œuvres pour piano, dont neuf sonates. Une de ses sonates, la sixième, fait appel à un « accompagnement de violon » et les Six Nocturnes de 1807, sur des textes de Metastase, associent la voix et le piano.
- 3 Sonates pour le forte-piano, opus 1 (éd. Troupenas 1795) 
  1. fa majeur : I. Allegro ; II. Prestissimo. JD 1
  2. mi  majeur : I. Allegro con moto ; II. Allegro vivace. JD 2
  3. fa mineur : I. Maestoso con espressione ; II. Allegro agitato. JD 3
- 3 Sonates pour le forte-piano, opus 2 (éd. Magasin du Conservatoire de musique, c. 1800–1803 ; éd. Troupenas c. 1807)
  1. sol mineur : I. Allegro con moto e espressionne ; II. Presto. JD 4
  2. ut majeur : I. Allegro moderato ; II. Andante quasi allegro ; III. Allegro con brio vivace. JD 5
  3. la mineur, avec accompagnement de violon : I. Agitato ; II. Adagio ; III. Vicace con espressione. JD 6
- 3 Sonates pour le pianoforte, opus 5 (éd. Mlle Érard c. 1804–1807 ; La Haye, éd. F.J. Weygand 1804–1807 ; Érard 1811) (OCLC 658630796)
  1. ré majeur : I. Allegro spirituo ; II. Adagio non troppo ; III. Allegro assai ; IV. Presto. JD 11
  2. fa mineur : I. Allegro moderato con espressionne ; II. Aria con expressione; III. Allegro agitato con fuoco. JD 12
  3. fa  mineur : I. Allegro spirituoso ; II. Adagio non troppo ; III. Presto. JD 13
- Pièce pour pianoforte en mi  majeur, opus 3 (Paris, Mlle Érard ; Lyon Garnier, 1804). JD 7 (BNF 43163215)
  1. Introduction Adagio non troppo
  2. Adagio sempre legato con espressione

### Grande œuvre pédagogique
Son grand œuvre est le Cours complet pour l'enseignement du pianoforte, entamé pour l'exercice de Johann Baptist Cramer, dont la première publication date probablement de 1816. Cette méthode progressive de 711 pages, comporte 972 exercices, 114 études, des Thèmes variés, trois fugues, une Fantaisie). Elle la commença vers 1788 et l'acheva en 1812.
Selon François Miel : 

« Madame de Montgeroult combat avec force une habitude qui est peut-être le principal défaut de l'école de piano en France, celle de taper sur les touches. »

 En cela, elle anticipe le style pianistique de Chopin en prônant, quarante ans avant lui, de faire du chant le modèle du jeu pianistique, comme elle en rend compte dans sa préface, où le chant est un des motifs cardinaux du jeu pianistique idéal qui revient par toutes les expressions possibles :

« l'art de bien chanter... imiter le bel art du chant... produire l'illusion du chant... la main droite qui joue la partie du chant... quoique le piano ne puisse rendre tous les accents de la voix... comme font les grands chanteurs... pour remplacer les accents et les nuances de la voix... soutenir les sons pour l'imitation du chant... perfectionner l'art du chant, etc. »

La marquise avait la réputation d'être une grande improvisatrice, et celle d'être « le meilleur pianiste de son temps » selon Louis François Dauprat,. En effet dans ses « Souvenirs » écrits en 1835 Madame Élisabeth Vigée Le Brun, peintre attitrée et très aimée de la Reine Marie-Antoinette cite Hélène de Montgeroult disant qu'elle « faisait parler les touches ».

### Analyse
La critique actuelle note que sa musique semble relier Haydn et Mozart à Schumann, Mendelssohn, Schubert ou encore Chopin,. Ainsi le Père Claude Ollivier parle des « pièces de piano qui sont de véritables bijoux, souvent visionnaires, annonçant dans la tradition même d’un Bach les grands du romantisme de Schumann, Chopin à Mendelssohn et Liszt ». Jérôme Bastianelli détaille ces rapprochements « Il y a du Schubert, façon Impromptu dans l’Étude no 62 « pour apprendre à chanter en se croisant sur la droite » ; du Chopin, façon opus 10 no 12, dans l’Étude no 107, « pour donner à la main gauche de la rapidité dans un trait continu » ; et même du Brahms, façon Intermezzi, dans l’Étude no 104. » Sylviane Falcinelli ajoute que « Jérôme Dorival n'exagère pas en voyant des anticipations de Schumann, de Chopin et même de Brahms,, », tandis qu'Alain Cochard voit dans sa musique « un chaînon merveilleux entre Mozart et Chopin », Marc Vignal n'est pas en reste « Les Études sont romantiques avant la lettre. Elles évoquent Schubert, Mendelssohn et leurs contemporains. ». Jean-Marc Warsawski estime qu'il s'agit d'une « personnalité hors du commun qui appartient déjà au romantisme tant par sa redécouverte de l'œuvre de Bach, en précédant ainsi la génération incarnée par Schumann, Chopin, Mendelssohn et Liszt que par l'aspect visionnaire de sa conception du piano, fondée sur le modèle du chant, et de ses compositions. » Jean-Luc Macia souligne combien « les dix Études et la Fantaisie annoncent les pages équivalentes de Schumann ou Chopin. Une musique inspirée, colorée, sortie de nulle part et pourtant fondatrice. » Frédéric Platzer remarque que « stylistiquement, on balance souvent entre Beethoven, Mendelssohn et Schumann, c'est dire la qualité d'écriture de la dame » et pose la question de faire d'Hélène de Montgeroult « une des premières musiciennes romantiques ». Jacques Bonnaure précise sa vision : « Sur la nature des Études, il faut bien s’entendre. Il s’agit ici de pièces parfois assez vastes qui s’apparenteraient plus aux Pièces de caractères et autres Klavierstücke du Romantisme allemand. ».

L'hypothèse qui suit est une conséquence de ces remarques : il est possible, en effet que les Grands Romantiques aient eu connaissance de son Cours complet. En tout cas Maria Szymanowska (1789–1831) et Marie Bigot (1786–1820) ont déclaré l'utiliser dans leur propre enseignement, tandis que Sigismund Thalberg (1812–1871) le connaissait par cœur puisque la préface de son propre Art du chant appliqué au piano (1853) reprend mot pour mot de nombreux passages du Cours complet, qui a fait l'objet d’une quatrième édition, allemande, vers 1830. En effet dans le Ménestrel (30 octobre 1877), puis dans son travail musicographique « Les pianistes célèbres, silhouettes et médaillons » (1878) Antoine-François Marmontel, professeur au conservatoire de Paris de 1848 à 1887 cite au chapitre XXVI Madame de Montgeroult et dit : 

« c'est par la méthode de Madame de Montgeroult que j'ai commencé, il y a plus de cinquante ans, l'étude du piano. Cette date pourrait faire croire que la partie théorique et les considérations esthétiques en sont entièrement surannées. Il n'en est rien cependant et pour ne citer qu'un exemple entre mille, nous ne pouvons mieux faire que de transcrire quelques lignes des conseils donnés par l'auteur dans la préface de son cours. Ses axiomes sur le « bien dire » devraient être présents à la pensée des virtuoses tapageurs qui semblent n'avoir qu'un but, l'étalage de leurs forces musculaires, brisant cordes et marteaux pour faire montre de talent. »

Suit l'extrait de la préface qui décrit ce qu'elle entend par « l'art de bien chanter » sur le piano qui doit s'inspirer de l'art du chant lui-même. Si Marmontel a étudié avec cette méthode c'est que celle-ci était connue et si Marmontel s'est formé avec elle il est assez logique de penser qu'il doit avoir lui-même passé cet héritage à ses élèves, Bizet, Wieniawski, Debussy pour en citer quelques-uns. Il est donc certainement correct vu les périodes, de penser que Thalberg emprunte à de Montgeroult la préface de son propre Art du chant appliqué au piano ou recueille son héritage peut-être sans la citer.
Plus encore, sa musique, aux yeux de la critique musicale actuelle, jette un pont entre l'univers de Jean-Sébastien Bach et les Romantiques. Elle est une des premières à se passionner pour l'œuvre du grand Cantor de Leipzig, au point de s'inspirer directement de plusieurs pages du Clavier bien tempéré dans ses propres études (no 19 et 25 par exemple) et de marquer ainsi sa volonté de faire connaître ce style unique[réf. nécessaire].
La grande génération romantique lui est postérieure de près de cinquante ans : Schubert était même plus jeune que son propre fils (né en 1795). L’esthétique de la miniature ou du fragment, qui constitue la chair du piano romantique (Lieder ohne Worte, Mazurkas, Valses, Impromptus, Bagatelles, Pièces de caractère, formes mosaïques) est déjà centrale dans ses études. Il est vrai que le genre de l’étude pour piano est nouveau, et donc propice à toutes les inventions et aux plus grandes audaces. Ce sont des moments souvent fugaces, incarnant chacune une idée pédagogique, mais plus encore une invention musicale originale, expressive et inspirée. Elles sont précédées chacune d’Observations écrites par Hélène de Montgeroult qui sont remarquables par l'acuité didactique dont elles témoignent et par l'esprit d'analyse musicale dont elles représentent peut-être une des premières manifestations. Les autres méthodes de la même époque (Adam, Dussek et Pleyel, Türk) sont loin d'avoir le même développement que le Cours complet, et donnent assez peu de morceaux de musique, sur lesquels ils ne font d'ailleurs aucun commentaire analytique.
L'œuvre d'Hélène de Montgeroult fait l'objet d'études irrégulières : Michel Brenet en 1894, Calvert Johnson en 1993, Maria van Epenhuysen Rose en 2001 et Anne-Noëlle Bouton et Florence Gétreau en 1995. En 2006, Jérôme Dorival publie Hélène de Montgeroult, la Marquise et la Marseillaise, ouvrage de référence, ainsi que deux CD en 2006 et 2009, qui ont défrayé la critique musicale en France, avec plus de deux cents critiques publiées entre 2006 et 2010[réf. nécessaire], et établi durablement la réputation d'Hélène de Montgeroult comme une des compositrices les plus importantes de la Révolution et de l'Empire, comme en témoigne sa présence de plus en plus importante dans les concerts et le nombre croissant d'interprètes professionnels l'inscrivant à leurs programmes : François-Frédéric Guy, Ilya Rachkovsky, Bruno Robilliard et Edna Stern par exemple.

## Dédicaces
Un certain nombre de compositeurs et compositrices lui ont dédié des œuvres, signes évidents de sa réputation d'interprète auprès des musiciens de profession, sur plus de quarante ans (1788 à 1829) : 
- Johann David Hermann, Concerto pour piano-forte no 1 en ut majeur, opus 2 (chez l'auteur, 1786)[67],[68]
- Jan Ladislav Dussek, Trois Sonates pour le Clavecin ou le Forte-Piano, dont deux avec Violon obligé et la troisième sans Accompagnement, opus 5 [Craw 41 à 43] (éd. Boyer, 1788)[69],[70]
  1. Sonate pour piano-forte et violon en sol majeur
  2. Sonate pour piano-forte et violon en si  majeur
  3. Sonate pour piano-forte en la  majeur
- Françoise Élisabeth Desfossez, Sonate pour le pianoforte... [en si ] (Mme Oger, 1790)[71]
- Louis Emmanuel Jadin, Trois sonates pour forte-piano avec accompagnement de violon ad libitum (1795)[72]Julie Candeille dans un de ses rôles de comédienne, en 1792.

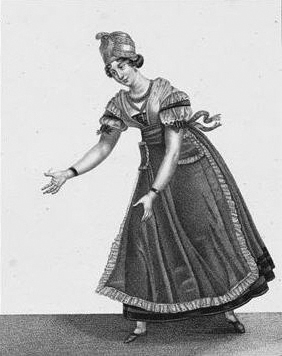
Julie Candeille dans un de ses rôles de comédienne, en 1792.

- Julie Candeille, Grande sonate en mi  majeur, opus 5 (éd. Imbault, 1798)[73]
- Philippe Libon, Trios à cordes opus 3 (éd. Auguste le Duc, 1805)[74]
  1. Trio en la majeur
  2. Trio en ut mineur
  3. Trio en sol majeur
- Johann Baptist Cramer, Dulce e Utile, six morceaux pour piano-forte, op. 55 (éd. Melles Érard, 1810)[75]
  1. Allegretto non tanto ed espressivo (la majeur)
  2. Moderato grazioso (fa majeur)
  3. Allegro giocoso e brillante (ut majeur)
  4. Allegro con brio (sol majeur)
  5. Moderato espressivo assai (fa mineur)
  6. Toccatina. Presto (la  majeur)
- Louise de Caumont, Trois grands préludes pour le piano (éd. vers 1829)[76]

## Éditions modernes
- Sonates pour piano op. 1, Pullman WA : vivace press, 1994 (édition de Calvert Johnson)
- Sonate pour le pianoforte avec l'accompagnement d'un violon, opus 2 no 3, édition de Martha Furman Schleifer and Sylvia Glickman NY : G.K Hall, 1998 (Women composers, vol. 5)
- Pièce pour le forte piano op. 3, Pullman WA : vivace press, 1994 (édition de Calvert Johnson)
- Sonate no 3 en fa mineur, Éditions Modulation, 2017 (édition de Jérôme Dorival)
- Sonate no 9 en fa mineur, op. 5 no 3, Lyon, Éditions Modulation, 2015 (édition et préface de Jérôme Dorival)
- Thème varié dans le genre moderne, Éditions Modulation, 2016 (édition de Jérôme Dorival)
- Pièces romantiques pour piano, cahier 1, éditions Symétrie, 2006 (édition et préface de Jérôme Dorival) (OCLC 645542770)
- Fantaisie, Éditions Modulation, 2017 (édition de Jérôme Dorival)
- Trois fugues et un canon, Éditions Modulation, 2017 (édition de Jérôme Dorival)
- Cours complet pour l’enseignement du forte-piano, cahier 1, études 1 à 10, Lyon, Éditions Modulation, 2014 (édition et préface de Jérôme Dorival)
- 14 dernières études pour piano, édition critique, éditions du Petit Page, 2005 (édition et préface de Jérôme Dorival)
- Étude no 8, Éditions Modulation, 2017 (édition de Jérôme Dorival)
- Étude no 7, Éditions Modulation, 2017 (édition de Jérôme Dorival)
- Étude no 17, Éditions Modulation, 2017 (édition de Jérôme Dorival)
- Étude no 19, Éditions Modulation, 2017 (édition de Jérôme Dorival)
- Étude no 21, Éditions Modulation, 2017 (édition de Jérôme Dorival)
- Étude no 26, Éditions Modulation, 2017 (édition de Jérôme Dorival)
- Étude no 28, Éditions Modulation, 2016 (édition de Jérôme Dorival)
- Étude no 29, Éditions Modulation, 2016 (édition de Jérôme Dorival)
- Étude no 35, Éditions Modulation, 2016 (édition de Jérôme Dorival)
- Étude no 37, Éditions Modulation, 2016 (édition de Jérôme Dorival)
- Étude no 38, Éditions Modulation, 2016 (édition de Jérôme Dorival)
- Étude no 41, Éditions Modulation, 2016 (édition de Jérôme Dorival)
- Étude no 55, Éditions Modulation, 2017 (édition de Jérôme Dorival)
- Étude no 60, Éditions Modulation, 2017 (édition de Jérôme Dorival)
- Étude no 62, Éditions Modulation, 2016 (édition de Jérôme Dorival)
- Étude no 65, Éditions Modulation, 2016 (édition de Jérôme Dorival)
- Étude no 66, Éditions Modulation, 2016 (édition de Jérôme Dorival)
- Étude no 89, Éditions Modulation, 2017 (édition de Jérôme Dorival)
- Étude no 99, Éditions Modulation, 2016 (édition de Jérôme Dorival)
- Étude no 101, Éditions Modulation, 2017 (édition de Jérôme Dorival)
- Étude no 104, Éditions Modulation, 2016 (édition de Jérôme Dorival)
- Étude no 106, Éditions Modulation, 2017 (édition de Jérôme Dorival)
- Étude no 107, Éditions Modulation, 2017 (édition de Jérôme Dorival)
- Étude no 110, Éditions Modulation, 2017 (édition de Jérôme Dorival)
- Étude no 111, Éditions Modulation, 2017 (édition de Jérôme Dorival)
- Étude no 114, Éditions Modulation, 2017 (édition de Jérôme Dorival)

## Filmographie
Hélène de Montgeroult, pianiste, compositrice et pédagogue, documentaire enregistré au CNSMDP à l'occasion du 250e anniversaire d'Hélène de Montgeroult (séminaire, Master class et conférences des 4 et 5 décembre 2014) et au château de Montgeroult en 2015 (CREC-DVDvidéo 16/011) (BNF 45229248),.

## Discographie
- La Marquise et la Marseillaise : Études nos 3, 62, 66, 99, 101, 104, 106, 107, 111, 114, Fantaisie, Sonate & Fugue - Bruno Robilliard, piano (2006, Hortus 048) (OCLC 638222142) « 4 étoiles » Le Monde de la musique ; 5 Diapason.
- À la source du piano romantique : Études nos 7, 51, 75, 77, 97, 99, 110, 112, Sonate no 8 - Nicolas Stavy, piano. France : Hortus (2009, Hortus 058) (OCLC 747236049) 5 Diapason.
- 7e sonate en ré majeur op. 5 no 1 et Étude no 112, avec Schubert Fantaisie Wanderer, Chopin Préludes nos 1, 2, 3, 4 et 17 - Ilya Rachkovsky, piano (concert 9 juillet 2006, production Dièse, 204 rue St Martin 75003 Paris)
- Sonate en fa mineur op. 1 no 3 - Pamela Dellal, mezzo-soprano ; Diane Heffner, period clarinette ; Vivian Montgomery, fortepiano Joseph Wood 1835 (janvier 2010, A Women and Music Project Production from the Women’s Studies Research Center, Brandeis University) (OCLC 1066256472) — « Spirited Works by Fanny Mendelssohn Hensel, Hélène Montgeroult & Louis Spohr ».
- Sonate en fa mineur no 9, Fugue no 1 en fa mineur, Études nos 7, 17, 19, 26, 28, 37, 55, 65, 66, 104, 106, 107, Thème varié dans le genre moderne - Edna Stern, piano Pleyel de 1860 du Musée de la musique, Paris (2017, Orchid Classics ORC100063) (OCLC 981866344).
- Sonates pour piano : 3 Sonates opus 1, 3 Sonates opus 2, 3 Sonates opus 5 - Nicolas Horvath, piano (11-18 janvier/22-28 février 2021, 2 CD Grand Piano GP885-86) (OCLC 1291218549)
- Sonate pour piano, op. 5 no 2 – Mihály Berecz, piano (2023, dans « Compositrices » 8CD Bru Zane) (OCLC 1373389470)

### Articles et ouvrages anciens
- Ange Marie d'Eymar, « Anecdotes sur Viotti, précédées de quelques réflexions sur l'expression en musique », La Décade philosophique, Paris,‎ 28 juin 1798, p. 519 sqq. (BNF 32754382, lire en ligne) Hélène de Montgeroult étant appelée Euterpe, muse de la musique.
- (de) Ernst Ludwig Gerber, « Montgeroult (...) », dans Neues historisch-biographisches Lexikon der Tonkünstler, col. 454 (1813) [lire en ligne]
- Paul Smith[79], « Une pianiste en exil », Revue et gazette musicale de Paris[80], no 52,‎ 26 septembre 1841, p. 425–427 (lire en ligne).
- Catalogue de la belle collection de lettres autographes de feu m. le baron de Trémont, Paris, chez Laverdet, 1852, 624 p. (lire en ligne)
- François-Joseph Fétis, « Montgeroult (Mme Hélène de Nervode) comtesse de Charnay », dans Biographie universelle des musiciens et bibliographie générale de la musique., t. 6, Paris, Librairie Firmin Didot, 1866–1868, 522 p. (OCLC 614247299, lire en ligne), p. 186–187.
- Eugène Gautier, Un musicien en vacances : études et souvenirs, Paris, A. Leduc, 1873, 299 p. (OCLC 457666916, BNF 30489712, lire en ligne), p. 45 sqq.
- Antoine-François Marmontel, Les pianistes célèbres, silhouettes et médaillons, Paris, Heugel et fils, 1878, VII-312 p. (OCLC 763394905, BNF 30887786, lire en ligne), « Hélène de Montgeroult », p. 253–261.
- Michel Brenet, « Quatre femmes musiciennes », L’Art, Paris, t. 4 (2e série), no 59,‎ 1er octobre 1894, p. 142–147 (ISSN 1144-1658, BNF 34422465, lire en ligne).
- Jacques-Gabriel Prod'homme (éd.), « Le monde musical à l'époque romantique », Le Ménestrel, 5, 12, 19, 25 août, 2, 9, 16, 23 septembre 1927, p. 346, 356, 362, 371, 386, 396... [lire en ligne][n 1]

### Monographies et thèses
- (en) Theresa Lynn Bogard, An Annotated Translation with commentary of the Cours complet pour l'enseignement du forte piano by Hélène Nervode [sic] de Montgeroult (1764-1836). D.M.A., Performance, University of Colorado, 1990.
- Anne-Noëlle Bailly Bouton (thèse de maîtrise sous la direction de Jean Gribenski), La vie et l’œuvre d’Hélène de Montgeroult (1764–1836), Paris, Université Paris IV, Sorbonne, 1993, 192 p. (OCLC 690838869, SUDOC 145258904, présentation en ligne)
- Jérôme Dorival (préf. Geneviève Fraisse), Hélène de Montgeroult : La Marquise et la Marseillaise, Lyon, Symétrie, 2006, VI-421 p. (ISBN 2-914373-16-3, OCLC 778035619, BNF 40963896, présentation en ligne)

### Articles
- (en) Calvert Johnson, « Hélène Montgeroult : Composer and Piano Pedagogue at the Paris Conservatoire », dans Women of note quarterly, I avril 1993 p. 18–30
- (en) Anne-Noëlle Bouton et Florence Gétreau, « Un portrait présumé d’Hélène de Montgeroult dans l’ancienne collection d’A. P. de Mirimonde », dans Innovations et traditions dans la vie musicale française au XIXe siècle, Paris, Klincksieck, coll. « Musique, images, instruments » (no 1), 1995, 227 p. (ISBN 2252030097, OCLC 489675957, lire en ligne [PDF]), p. 68–75.
- (en) Maria Rose van Epenhuysen, « Hélène de Montgeroult and the art of singing Well on the piano », Women & Music, vol. 5,‎ 2001, p. 99–124
- (en) Julie Anne Sadie, « Montgeroult, Hélène-Antoinette-Marie de Nervo de [Countess de Charnage  ] », dans Grove Music Online, Oxford University Press, 2001.
- Anne-Noëlle Bouton, « Montgeroult », dans Dictionnaire de la musique en France au XIXe siècle, Paris, Fayard, 2003.
- Jean-Brieux Delbos, Introduction à l’œuvre d’Hélène de Montgeroult (1764-1836) [lire en ligne] sur www.gottschalk.fr
- Jérôme Dorival, « Hélène de Nervo, marquise de Montgeroult (1764-1836) », dans Vivre en Val d’Oise, mars 2009, p. 34-41.
- Jérôme Dorival, « A propos du cas Montgeroult : Réflexions sur la construction des « grands récits » musicologiques », dans les Actes du colloque d’Ambronay 2008, Symétrie, 2013.
- « Hélène de Montgeroult (1764-1836) et l’art de chanter au piano », colloque Les compositrices au siècle de Pauline Viardot, 21 avril 2013 à l’Opéra-Comique [présentation en ligne] [PDF].
- Jérôme Dorival, « Hélène de Montgeroult , dans Le Dictionnaire universel des créatrices, sous la direction de Béatrice Didier, Mireille Calle-Gruber et Antoinette Fouque, Édition Des femmes – Antoinette Fouque, 2014.
- Jérôme Dorival, « Hélène de Nervo, marquise de Montgeroult (1764-1836) », dans Dictionnaire des femmes des Lumières, Paris, Honoré Champion, 2015.
- Jérôme Dorival, « Hélène de Montgeroult (1764-1836) : Inventer le patrimoine musical et découvrir l’avenir ». Les Cahiers du GADGES, Lyon, 2015.
- (de) Jérôme Dorival, « Hélène de Montgeroult », dans MGG Online, Bärenreiter et Metzler, 2016
- Jérôme Dorival, « Le cercle de légitimation réciproque : Hélène de Montgeroult entre passé et futur ». Les Cahiers du GADGES no 13, édité par A. Bayle, M. Bombart, F. Boissiéras, I. Garnier, Lyon, Université Jean Moulin - Lyon 3, 2016
- Images de femmes, coll. « Thème'Axe » (no 13), Éditions Lugdivine, Lyon, 2016, 224 p.  (OCLC 976168639) avec des articles de Claude Dietrich, Jérôme Dorival, Patrick Kersalé et al. [présentation en ligne]
- Jérôme Dorival, « Hélène de Mongeroult — Eda Stern », p. 10–12, Orchid Classics  ORC100063, 2017 (OCLC 981866344) .
- Jean-Pierre Thiollet, « M comme Montgeroult — La marquise improvise...et sauve sa tête ! », in Improvisation so piano, Neva éditions, 2017, p.79-82.  (ISBN 978-2-35055-228-6)
- (en) Luca Chiantore, « Hélène de Montgeroult: 700 pages of surprises », dans Tone Moves: A History of Piano Technique, Barcelona, Musikeon Books, 2019, p. 216–221.
- « Les compositrices... empêchées, effacées, oubliées », épisode 19 de 15 min [audio], sur France Culture, 20 avril 2009 (consulté le 5 décembre 2024).